# Дозаж

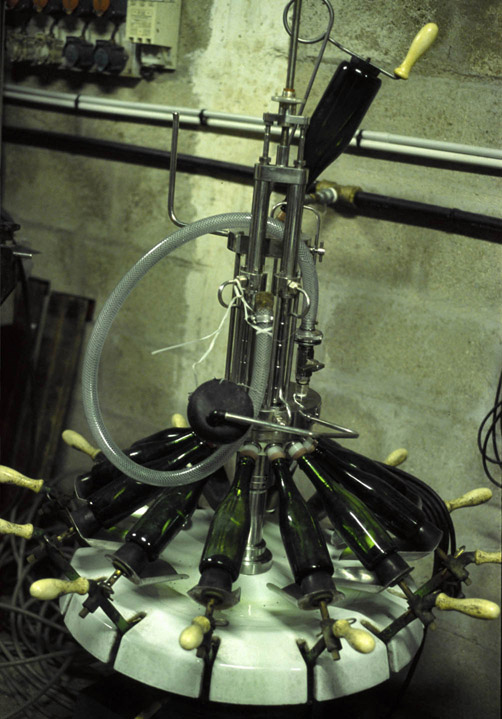
Машина для дозажа

Экспедиционный ликёр (от фр. liqueur d'expédition, также дозаж, от фр. liqueur de dosage) — препарат, добавляемый в игристое вино в конце производства с целью компенсировать потерю жидкости во время дегоржажа и, иногда, изменить вкус. Представляет собой смесь виноматериалов и сахара; сахар балансирует кислотность и определяет сладость вина. Дозажем также называют весовую долю сахара в ликёре и сам процесс добавления.
Во Франции для дозажа используется неотбелённый тростниковый сахар, так как химикаты, используемые для отбеливания, придают вину некрасивый цвет, а свекловичный сахар содержит бетаин, искажающий вкус и аромат. В СССР применялась чистая сахароза. Кроме того, в экспедиционный ликёр иногда добавляются коньячные спирты.